# 小行星9990
小行星9990（英語：9990）是一颗围绕太阳公转的小行星。1997年9月30日，大国富丸在南阳市发现了此天体。
这颗小行星的绝对星等为162.99081等。